# Marsan
Marsan – miejscowość i gmina we Francji, w regionie Oksytania, w departamencie Gers.
Według danych na rok 1990 gminę zamieszkiwało 420 osób, a gęstość zaludnienia wynosiła 28 osób/km² (wśród 3020 gmin regionu Midi-Pireneje Marsan plasuje się na 657. miejscu pod względem liczby ludności, natomiast pod względem powierzchni na miejscu 766.).